# Ambassade de France en Finlande
L'ambassade de France en Finlande est la représentation diplomatique de la République française en Finlande. Elle est située à Helsinki, la capitale du pays, et son ambassadrice est, depuis 2024, Raja Rabia.

## Ambassade
L'ambassade est située dans le quartier de Kaivopuisto, à Helsinki. Elle accueille aussi une section consulaire.

## Histoire
La décoration de la légation de France à Helsinki en 1950 a été réalisée par Jean Royère.

## Ambassadeurs de France en Finlande
| De   | À    | Ambassadeur              |
| ---- | ---- | ------------------------ |
| 1945 | 1947 | Daniel Levi              |
| 1947 | 1950 | François Coulet          |
| 1950 | 1955 | Jacques Lecompte-Boinet  |
| 1955 | 1960 | Gérard Jouve             |
| 1960 | 1964 | Abel Verdier             |
| 1964 | 1966 | Pierre Bouffanais        |
| 1966 | 1969 | Bernard Dufournier       |
| 1969 | 1975 | Gérard André             |
| 1975 | 1981 | Jacques Chazelle         |
| 1981 | 1984 | Philippe Husson          |
| 1984 | 1986 | Marcel Beaux             |
| 1986 | 1988 | Henri Ourmet             |
| 1988 | 1991 | Marcel Maître            |
| 1991 | 1994 | Albert Turot             |
| 1994 | 1998 | Alain Briottet           |
| 1998 | 2002 | Gilles d'Humières        |
| 2002 | 2005 | Jean-Jacques Subrenat    |
| 2005 | 2008 | Gérard Cros (d)          |
| 2008 | 2011 | Françoise Bourolleau (d) |
| 2011 | 2014 | Éric Lebédel (tr)        |
| 2014 | 2017 | Serge Mostura (d)        |
| 2017 | 2020 | Serge Tomasi (tr)        |
| 2020 | 2024 | Agnès Cukierman (d)      |
| 2024 |      | Raja Rabia               |

## Consulat

### Communauté française
Le nombre de Français établis en Finlande est estimé à environ 3 500, principalement à Helsinki (65 %), Turku (12 %) et Tampere (9 %). Au 31 décembre 2016, 3 059 Français sont inscrits sur les registres de Finlande. Chaque année, 800 étudiants français viennent en Finlande dans le cadre du programme d'échange Erasmus.
| 2001  | 2002  | 2003  | 2004  |
| ----- | ----- | ----- | ----- |
| 1 382 | 1 480 | 1 618 | 1 758 |

| 2005  | 2006  | 2007  | 2008  |
| ----- | ----- | ----- | ----- |
| 1 915 | 2 158 | 2 244 | 2 353 |

| 2009  | 2010  | 2011  | 2012  |
| ----- | ----- | ----- | ----- |
| 2 483 | 2 249 | 2 569 | 2 573 |

| 2013  | 2014  | 2015  | 2016  |
| ----- | ----- | ----- | ----- |
| 2 600 | 2 684 | 2 901 | 3 059 |

| 2017  | 2018  | 2019  | 2020  |
| ----- | ----- | ----- | ----- |
| 3 157 | 3 180 | 3 258 | 3 062 |

Pour des raisons techniques, il est temporairement impossible d'afficher le graphique qui aurait dû être présenté ici.

### Circonscriptions électorales
Depuis la loi du 22 juillet 2013 réformant la représentation des Français établis hors de France avec la mise en place de conseils consulaires au sein des missions diplomatiques, les ressortissants français d'une circonscription recouvrant l'Estonie, la Finlande, la Lettonie et la Lituanie élisent pour six ans trois conseillers consulaires. Ces derniers ont trois rôles : 
1. ils sont des élus de proximité pour les Français de l'étranger ;
2. ils appartiennent à l'une des quinze circonscriptions qui élisent en leur sein les membres de l'Assemblée des Français de l'étranger ;
3. ils intègrent le collège électoral qui élit les sénateurs représentant les Français établis hors de France.

Pour l'élection à l'Assemblée des Français de l'étranger, la Finlande appartenait jusqu'en 2014 à la circonscription électorale de Stockholm, comprenant aussi le Danemark, l'Estonie, l'Islande, la Lettonie, la Lituanie, la Norvège et la Suède, et désignant deux sièges. La Finlande appartient désormais à la circonscription électorale « Europe du Nord » dont le chef-lieu est Londres et qui désigne huit de ses 28 conseillers consulaires pour siéger parmi les 90 membres de l'Assemblée des Français de l'étranger.
Pour l'élection des députés des Français de l’étranger, la Finlande dépend de la 3e circonscription.